# بيري كيمب
بيري كيمب (بالإنجليزية: Perry Kemp)‏ هو لاعب كرة قدم أمريكية أمريكي، ولد في 31 ديسمبر 1961 في كانونسبرغ في الولايات المتحدة.

## وصلات خارجية
- بيري كيمب على موقع مرجع كرة القدم المحترفة.كوم (الإنجليزية)